# یواس‌اس ماریولس (۱۸۸۶)
یواس‌اس ماریولس (۱۸۸۶) (به انگلیسی: USS Mariveles (1886)) یک کشتی بود که طول آن ۹۹ فوت ۹ اینچ (۳۰٫۴۰ متر) بود. این کشتی در سال ۱۸۹۸ ساخته شد.